# Евгения Канаева
Евгения Олѐговна Канаева е бивша състезателка по художествена гимнастика от Русия.

## Състезателна кариера

### Олимпийски игри
Канаева има 2 златни медала от олимпийски игри – от Пекин (2008) и от Лондон (2012), спечелени в многобоя. Тя е единствената състезателка по художествена гимнастика в света с 2 златни медала от 2 олимпийски игри.

### Световни първенства
От световни първенства има общо 18 медала, от които 17 златни и 1 сребърен. На Световното първенство през 2009 година в Япония Канаева става първата гимнастичка в историята, която спечели всичките 6 златни медала. На световното първенство в Монпелие през 2011 година отново завоюва всичките 6 златни медала.

### Европейски първенства
От европейски първенства има 14 медала, от които 13 златни и 1 сребърен.